# Championnat de Porto Rico de football 2017
Navigation
Saison précédente Saison suivante
La saison 2017 du Championnat de Porto Rico de football est la treizième édition de la première division à Porto Rico. Les dix formations engagées sont réunies au sein d'une poule unique où elles s'affrontent à deux reprises. Les trois premiers du classement disputent ensuite la phase finale pour déterminer le vainqueur du championnat.
C'est le GPS Puerto Rico qui remporte la compétition cette saison après avoir battu Bayamón FC lors de la finale. C’est le tout premier titre de champion de Porto Rico de l'histoire du club.

## Clubs participants
- Bayamón FC
- Metropolitanos FA
- Academica Quintana
- Atlético Fajardo
- CD Barbosa
- Mayagüez FC
- CF Ballista Luquillo
- CF Fraigcomar
- Caguas Sporting FC
- GPS Puerto Rico

## Compétition
Le barème de points servant à établir le classement se décompose ainsi :
- Victoire : 3 points
- Match nul : 1 point
- Défaite : 0 point

### Classement
| Rang | Équipe               | Pts | J | G | N | P | Bp | Bc | Diff |
| ---- | -------------------- | --- | - | - | - | - | -- | -- | ---- |
| 1    | GPS Puerto Rico      | 27  | 9 | 9 | 0 | 0 | 32 | 5  | +27  |
| 2    | Bayamón FC           | 24  | 9 | 8 | 0 | 1 | 39 | 8  | +31  |
| 3    | Metropolitanos FAT   | 17  | 9 | 5 | 2 | 2 | 18 | 10 | +8   |
| 4    | Caguas Sporting FC   | 14  | 9 | 4 | 2 | 3 | 26 | 19 | +7   |
| 5    | Academia Quintana    | 13  | 9 | 4 | 1 | 4 | 17 | 17 | 0    |
| 6    | Mayagüez FC          | 12  | 9 | 4 | 0 | 5 | 36 | 32 | +4   |
| 7    | CF Fraigcomar        | 10  | 9 | 3 | 1 | 4 | 15 | 13 | +2   |
| 8    | CD Barbosa           | 9   | 9 | 3 | 0 | 5 | 10 | 15 | -5   |
| 9    | CF Ballista Luquillo | 1   | 9 | 0 | 1 | 8 | 8  | 38 | -30  |
| 10   | Atlético Fajardo     | 1   | 9 | 0 | 1 | 8 | 5  | 49 | -44  |

|  | Qualification directe pour la finale du championnat |
|  | Qualification pour la demi-finale                   |
|  | T : Tenant du titre                                 |

### Demi-finale
| 27 juin 2017 | Bayamón FC                                    | 3 - 1 | Metropolitanos FA  | Bayamón Soccer Complex    |                           |
|              | Josep Becerra 47e, 75e · Carmelo Carrillo 51e |       | 71e Buteur inconnu | Arbitrage : Javier Santos | Arbitrage : Javier Santos |

### Finale
| 30 juin 2017 | Bayamón FC       | 1 - 2 | GPS Puerto Rico                       | Bayamón Soccer Complex |  |
|              | Josep Becerra 9e |       | 11e Anthony Martinez · José Rodriguez |                        |  |

## Bilan de la saison
| Championnat de Porto Rico de football 2017 |                             |
| Champion                                   | GPS Puerto Rico (1er titre) |
| Qualifications continentales               |                             |
| CFU Club Championship 2018                 | Aucun                       |
| Promotions et relégations                  |                             |
| Promus en Puerto Rico Soccer League        | Aucun                       |
| Relégués                                   | Aucun                       |